# ウィークエンド・パドック
『ウィークエンド・パドック』は、1998年から2004年12月31日までラジオたんぱ → ラジオNIKKEIで放送されていた競馬番組。放送時間は毎週金曜 22時30分 - 23時00分（日本標準時）。パーソナリティは須田鷹雄と須藤ゆみが務めていた。
番組は、土曜・日曜に行われるレースの展望、出走馬の調教具合についての解説、合田直弘が伝える海外の競馬情報などで構成されていた。